# Новик, Марсель
Марсе́ль Но́вик (исп. Marcel Novick Rettich; 11 октября 1983, Монтевидео) — уругвайский футболист, опорный полузащитник клуба «Расинг (Монтевидео)».

## Биография
Марсель Новик начал карьеру в столичном «Фениксе» в 2005 году. В 2006 году он перешёл в «Рочу» и в её составе впервые принял участие в розыгрыше Кубка Либертадорес. По итогам сезона провинциальная команда заняла второе место в чемпионате Уругвая, однако сделала она это за счёт победы в Апертуре 2005 года, когда сам Новик ещё был в «Фениксе». С 2006 по 2008 год Марсель выступал за «Эль Танке Сислей». В этот период он выступал совместно со своим младшим братом Эрнаном, который только начинал профессиональную карьеру. Затем Марсель перешёл в стан другой столичной команды, «Вилья Эспаньолы», но там начался финансовый кризис и полузащитник вновь сменил команду, перейдя в «Рамплу Хуниорс».
В январе 2012 года Марсель Новик перешёл в самый титулованный клуб Уругвая, «Пеньяроль», который за полгода до того дошёл до финала Кубка Либертадорес (впервые с 1987 года). До конца сезона он успел принять участие в восьми матчах первенства Уругвая, а в следующем сезоне стал одним из основных игроков «ауринегрос» — он сыграл в 26 из 30 матчей «Пеньяроля», завоевавшего 49-й чемпионский титул.
В сезоне 2013/14 Марсель Новик провёл на поле почти в два раза меньше, но продолжал оставаться одним из игроков, приближённых к основе. В январе 2014 года «Пеньяроль» приобрёл у «Феникса» Эрнана Новика и два брата воссоединились в одной команде. В следующем сезоне Марсель стал появляться на поле значительно реже, даже чем младший брат. Виной тому стала серьёзная травма. В сезоне 2015/16 оба брата Новика лишь эпизодически появлялись на поле в чемпионате Уругвая.
Марсель также на высоком уровне играет в покер.

## Семья
Марсель Новик происходит из известной уругвайской семьи Новиков. Его дед Эктор Новик Бальдуччи (умер в 2012 году) был баскетболистом и спортивным чиновником, президентом БК «Монтевидео»; в его честь с 2009 года называется одна из крупнейших в Уругвае баскетбольных гимназий.
Отец Марселя (и сын Эктора и его жены Риты), Эдгардо Новик, занимается политикой и бизнесом — у него пять магазинов; в 2015 году он занял на всеобщих муниципальных выборах второе место в Монтевидео в качестве независимого кандидата.
У Эдгардо и его жены Сольвейг Реттич Гутьеррес четверо детей. Старший, Бернардо Новик — экономист, выпускник Гарварда, работает в Доминиканской Республике. Два младших сына — Марсель и Эрнан — футболисты, выступающие в «Пеньяроле». Дочь Эдгардо и Сольвейг — Люсия Виктория — актриса.

## Достижения
- Чемпион Уругвая (4): 2012/13, 2015/16, 2017, 2018
- Вице-чемпион Уругвая (3): 2005/06, 2014/15, 2019
- Обладатель Суперкубка Уругвая (1): 2018